# Karl Stromberg
Karl Sigmund  Stromberg é uma personagem do filme 007 – O Espião Que Me Amava, de 1977, da franquia cinematográfica de James Bond. A personagem não foi criada por Ian Fleming, assim como nenhum do filme, que apenas cedeu o título de seu livro original para o cinema, não permitindo que seus elementos fossem usados. Stromberg foi criado pelo escritor e novelista Christopher Wood, que escreveu o enredo e o roteiro do filme e tem assim a distinção de ser o primeiro vilão de uma história de 007 criado especialmente para o cinema. Nas telas, ele é vivido pelo ator alemão Curd Jurgens.

## Características
Stromberg é um bilionário homem de negócios que comanda sua própria empresa de navegação. Sua paixão e obsessão é o oceano, onde vive no seu palácio marinho chamado Atlantis, que pode tornar-se submersível para não ser detectado. Localizada na costa da Sardenha, na Itália, a Atlantis tem todo o necessário para a vida sobre e sob as águas, por tempo indefinido, sendo quase uma cidade, podendo abrigar centenas de pessoas.
Apesar de amar o mar e suas formas de vida, Stromberg, entretanto, que sofre de sindactilia nas mãos, despreza a raça humana, e tem uma mente diabólica, na qual não existe nenhum interesse em pesquisar e usar os recursos marítimos para ajudar a Humanidade. A sinistra missão de que se incumbiu é destruir a civilização como ela é conhecida e começar uma nova sob o mar.

## Filme
Depois de contratar dois cientistas para criar uma tecnologia de rastreamento de submarinos, Stromberg, usando um enorme navio-tanque chamado Liparus, captura no oceano dois submarinos nucleares, um soviético e um britânico, com toda sua tripulação. Seu plano é fazer com que um dispare mísseis nucleares no país do outro, forçando uma guerra mundial nuclear, onde a civilização perecerá e ele criará uma nova raça na Atlantis. O desaparecimento dos submarinos faz com que os chefes do MI-6 e da KGB, M e o General Gogol, enviem seus melhores agentes, James Bond e a major Anya Amasova, para investigar juntos e encontrar os culpados.
Com a sinistra ajuda de seu fiel capanga Jaws, um enorme homem com dentes de aço, Stromberg livra-se daqueles que o incomodam da maneira mais brutal. Uma de seus assistentes que tenta lhe trair é jogado aos tubarões e os cientistas que lhe ajudaram a desenvolver os rastreadores, após o trabalho pronto e depois de receber os milhões de dólares devidos, são explodidos no ar quando deixam a Atlantis de helicóptero.
A trama de Stromberg chega ao fim quando James Bond é levado a bordo do Liparus como prisioneiro, junto à tripulação de um submarino norte-americano recém-capturado. Com a ajuda de 007, as tripulações tomam o navio-tanque e assumem o controle das operações. Bond ordena aos homens de Stromberg, que encontram-se à caminho da missão planejada pelo vilão, que lancem um míssil em determinada área, e na verdade, um lança um míssil no outro, destruindo-se mutuamente.
Stromberg escapa para a Atlantis, levando prisioneira consigo a agente russa Amasova. Bond vai até a base oceânica, sobrevive a duas tentativas de Stromberg de matá-lo, liberta Amasova e mata o vilão com um tiro. Depois a Atlantis é torpedeada pelo submarino americano recapturado e Stromberg encontra seu túmulo no mar.